# Веслування на байдарках і каное на літніх Олімпійських іграх 2024 — байдарки-одиночки, 500 метрів (жінки)
Змагання з веслування на байдарках-одиночках на дистанції 500 м серед жінок на літніх Олімпійських іграх 2024 відбудуться 7 і 10 серпня на Національному олімпійському морському стадіоні Іль-де-Франс у Вер-сюр-Марні.

## Розклад
Вказано центральноєвропейський літній час (UTC+2)
Змагання відбуваються в два дні, по два раунди щодня.
| Дата           | Час         | Раунд                          |
| -------------- | ----------- | ------------------------------ |
| 7 серпня 2024  | 9:30 13:30  | Попередні запливи Чвертьфінали |
| 10 серпня 2024 | 10:30 12:40 | Півфінали Фінали               |

## Результати

### Попередні запливи
Перші дві байдарочниці з кожного запливу виходять до півфіналів. Решта учасниць змагаються у чвертьфіналах. 
| Місце | Доріжка | Байдарочниця    | Країна              | Час     | Нотатки |
| ----- | ------- | --------------- | ------------------- | ------- | ------- |
| 1     | 5       | Еймі Фішер      | Нова Зеландія (NZL) | 1:49.16 | ПФ      |
| 2     | 6       | Бренда Рохас    | Аргентина (ARG)     | 1:52.68 | ПФ      |
| 3     | 4       | Їоана Георгієва | Болгарія (BUL)      | 1:55.76 | ЧФ      |
| 4     | 8       | Рут Ворсселман  | Нідерланди (NED)    | 1:56.88 | ЧФ      |
| 5     | 7       | Еня Реселінґ    | Німеччина (GER)     | 1:56.88 | ЧФ      |
| 6     | 2       | Гедда Орістланд | Норвегія (NOR)      | 1:58.05 | ЧФ      |
| 7     | 3       | Самаа Ахмед     | Єгипет (EGY)        | 2:18.52 | ЧФ      |

| Місце | Доріжка | Байдарочниця        | Країна                | Час     | Нотатки |
| ----- | ------- | ------------------- | --------------------- | ------- | ------- |
| 1     | 2       | Аліда Дора Ґажо     | Угорщина (HUN)        | 1:50.78 | ПФ      |
| 2     | 5       | Еліс Вуд            | Австралія (AUS)       | 1:51.39 | ПФ      |
| 3     | 4       | Меліна Андерссон    | Швеція (SWE)          | 1:51.84 | ЧФ      |
| 4     | 6       | Їнь Мендє           | Китай (CHN)           | 1:52.29 | ЧФ      |
| 5     | 8       | Лізе Брукс          | Бельгія (BEL)         | 1:52.32 | ЧФ      |
| 6     | 3       | Естафанія Фернандес | Іспанія (ESP)         | 1:54.74 | ЧФ      |
| 7     | 7       | Саман Солтані       | Збірна біженців (EOR) | 2:02.19 | ЧФ      |

| Місце | Доріжка | Байдарочниця          | Країна         | Час     | Нотатки |
| ----- | ------- | --------------------- | -------------- | ------- | ------- |
| 1     | 2       | Ван Нань              | Китай (CHN)    | 1:51.28 | ПФ      |
| 2     | 4       | Ермієн Петерс         | Бельгія (BEL)  | 1:51.46 | ПФ      |
| 3     | 8       | Домініка Путто        | Польща (POL)   | 1:52.49 | ЧФ      |
| 4     | 5       | Анамарія Говорчинович | Хорватія (CRO) | 1:55.51 | ЧФ      |
| 5     | 6       | Манон Остан           | Франція (FRA)  | 1:57.13 | ЧФ      |
| 6     | 3       | Беатріс Бріонес       | Мексика (MEX)  | 1:58.10 | ЧФ      |
| 7     | 7       | Райна Тайтінґфонґ     | Гуам (GUM)     | 2:29.66 | ЧФ      |

| Місце | Доріжка | Байдарочниця     | Країна         | Час     | Нотатки |
| ----- | ------- | ---------------- | -------------- | ------- | ------- |
| 1     | 2       | Лінеа Стенсілс   | Швеція (SWE)   | 1:50.16 | ПФ      |
| 2     | 5       | Міліца Новакович | Сербія (SRB)   | 1:50.37 | ПФ      |
| 3     | 4       | Анежка Палоудова | Чехія (CZE)    | 1:51.90 | ЧФ      |
| 4     | 3       | Марія Повх       | Україна (UKR)  | 1:54.13 | ЧФ      |
| 5     | 6       | Ана Паула Вергуц | Бразилія (BRA) | 1:54.98 | ЧФ      |
| 6     | 8       | Каріна Аланіс    | Мексика (MEX)  | 1:56.30 | ЧФ      |
| 7     | 7       | Самалулу Кліфтон | Самоа (SAM)    | 2:01.12 | ЧФ      |

| Місце | Доріжка | Байдарочниця    | Країна              | Час     | Нотатки |
| ----- | ------- | --------------- | ------------------- | ------- | ------- |
| 1     | 2       | Ліза Керрінгтон | Нова Зеландія (NZL) | 1:48.51 | ПФ      |
| 2     | 3       | Селма Коньїн    | Нідерланди (NED)    | 1:49.28 | ПФ      |
| 3     | 5       | Мішель Расселл  | Канада (CAN)        | 1:51.00 | ЧФ      |
| 4     | 7       | Бегонья Ласкано | Іспанія (ESP)       | 1:55.54 | ЧФ      |
| 5     | 4       | Есті Олів'єр    | ПАР (RSA)           | 1:55.98 | ЧФ      |
| 6     | 6       | Катерина Шубіна | Узбекистан (UZB)    | 1:58.37 | ЧФ      |

| Місце | Доріжка | Байдарочниця   | Країна           | Час     | Нотатки |
| ----- | ------- | -------------- | ---------------- | ------- | ------- |
| 1     | 5       | Тамара Чіпеш   | Угорщина (HUN)   | 1:50.21 | ПФ      |
| 2     | 4       | Емма Єргенсен  | Данія (DEN)      | 1:50.93 | ПФ      |
| 3     | 6       | Тереза Портела | Португалія (POR) | 1:51.03 | ЧФ      |
| 4     | 2       | Райлі Мелансон | Канада (CAN)     | 1:54.11 | ЧФ      |
| 5     | 3       | Стефані Чен    | Сінгапур (SGP)   | 1:58.52 | ЧФ      |
| 6     | 7       | Тіффані Кох    | ПАР (RSA)        | 2:02.76 | ЧФ      |